# Parcul Gării Ițcani din Suceava

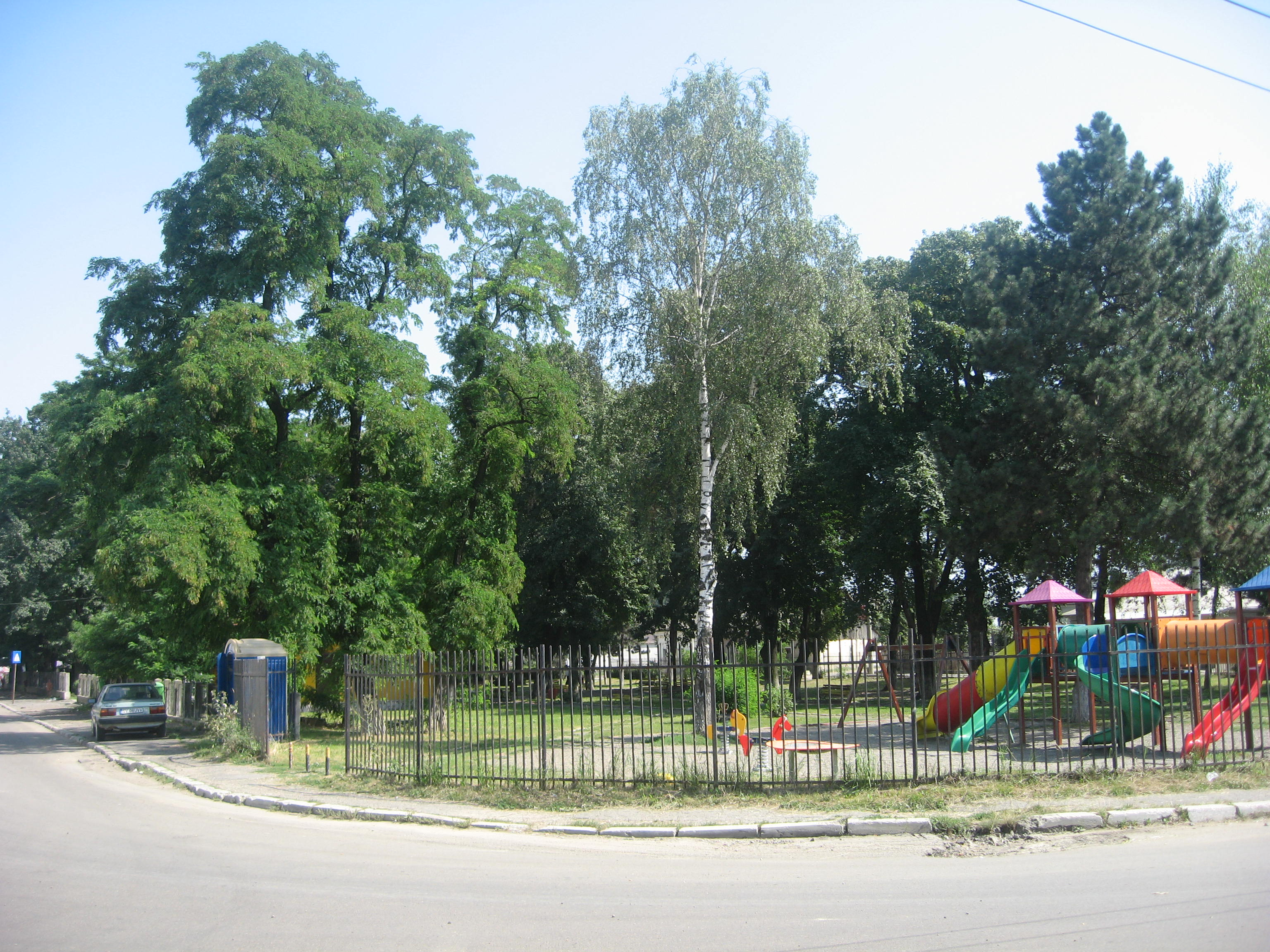
Parcul Gării Ițcani din Suceava

Parcul Gării Ițcani este un parc amenajat în municipiul Suceava, în cartierul Ițcani, în spatele Gării Suceava Nord.

## Așezare
Parcul Gării Ițcani constituie un spațiu verde de formă dreptunghiulară, cuprins între străzile Gării (la nord) și Aurel Vlaicu (la sud). Este localizat în Ițcani, în spatele edificiului monument istoric al Gării Suceava Nord, de la care împrumută numele. Alte obiective aflate în apropierea parcului sunt: Biserica ortodoxă Sfinții Arhangheli Mihail și Gavriil (construită în perioada 1933–1938), Biserica romano-catolică Sfânta Elisabeta (datând din anul 1902), câteva blocuri de locuințe, clădirile în care au funcționat primăria și oficiul poștal în perioada când Ițcani era localitate de sine stătătoare.

## Istoric
Apariția și istoria parcului sunt strâns legate de stația de cale ferată din imediata apropiere. Astfel, în anul 1871 este construită și dată în exploatare Gara Ițcani în satul cu același nume (astăzi cartier al Sucevei). În aceeași perioadă, la sfârșitul secolului al XIX-lea, este amenajat de către autoritățile austro-ungare Parcul Gării Ițcani, ce cuprinde o suprafață de circa 2 hectare.
În perioada regimului comunist s-au efectuat o serie de dotări constând dintr-un restaurant cu grădină de vară („Feroviarul”), rondouri de flori, locuri de joacă pentru copii etc., care au făcut din Parcul Gării Ițcani un loc de popas și recreere îndrăgit de suceveni.
După Revoluția din 1989, restaurantul „Feroviarul” a fost închis, în parc fiind construite niște chioșcuri pentru desfacerea produselor agroalimentare.

## Monumente și floră
Parcul este populat de peste 20 de specii de arbori și arbuști, cum ar fi: pinul, arțarul, teiul, frasinul, molidul etc. Pe teritoriul parcului sau în imediata sa apropiere nu se găsește nici un monument de for public.

## Imagini

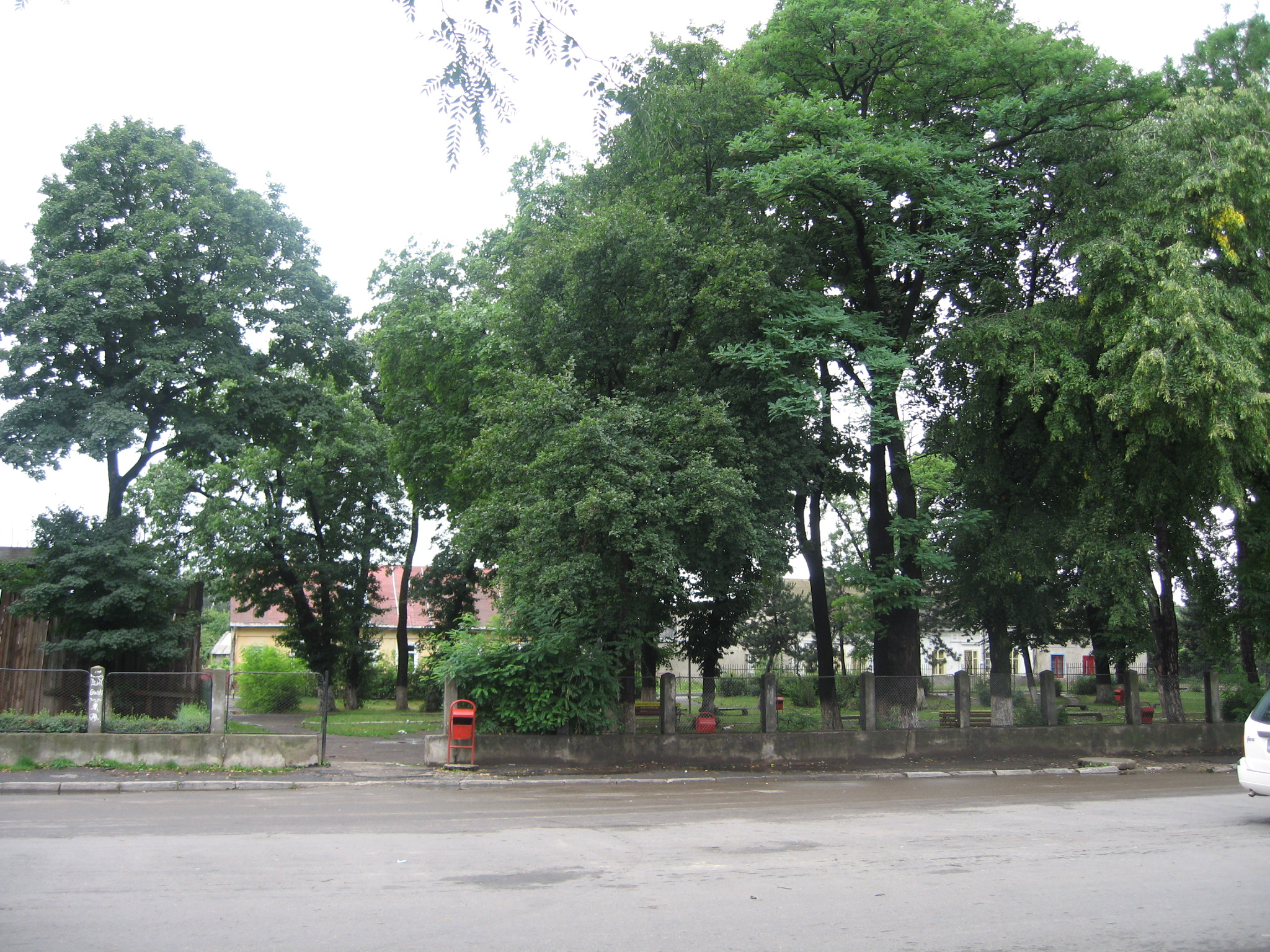
Parcul Gării Ițcani
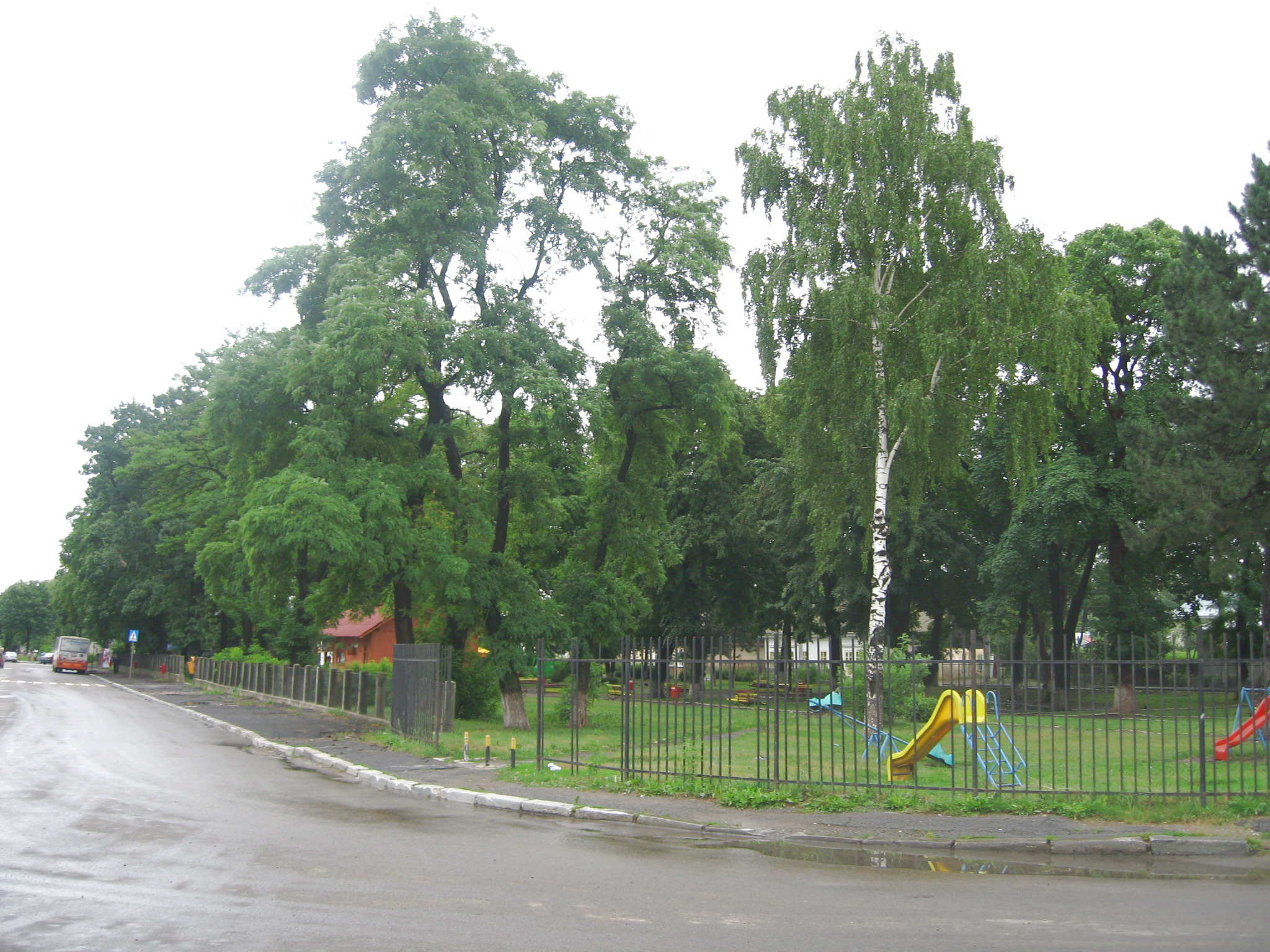
Parcul Gării Ițcani
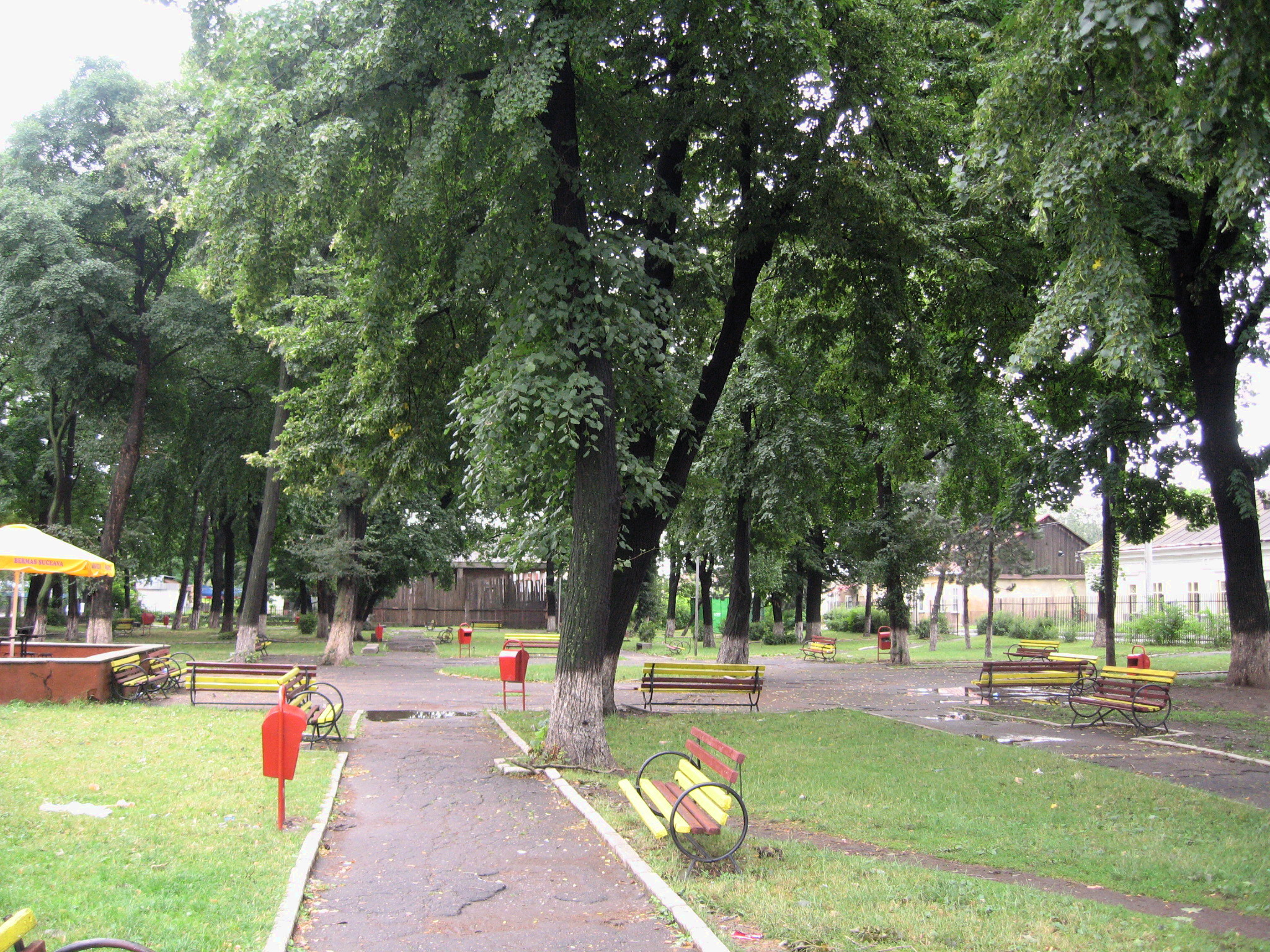
Parcul Gării Ițcani
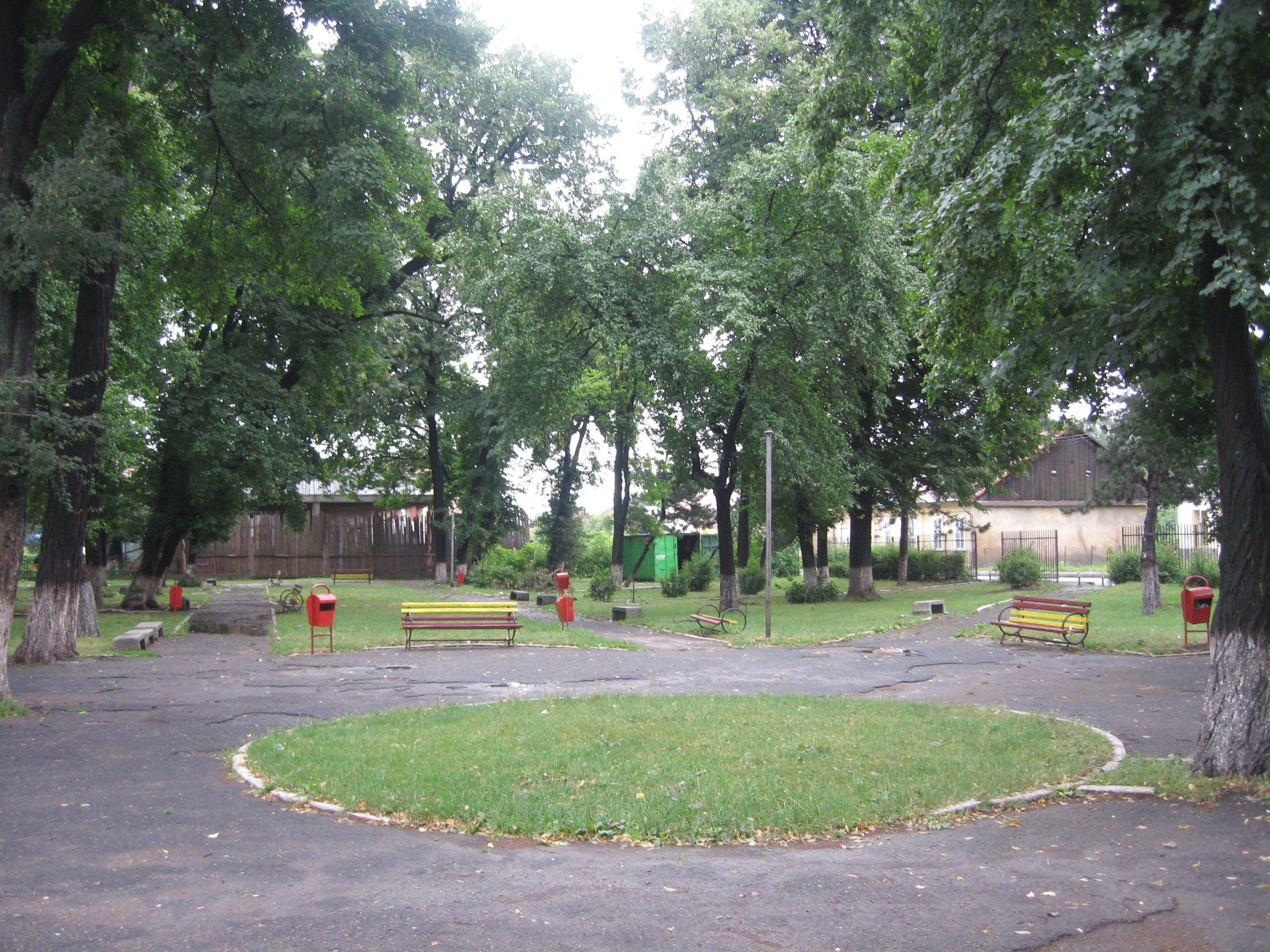
Parcul Gării Ițcani
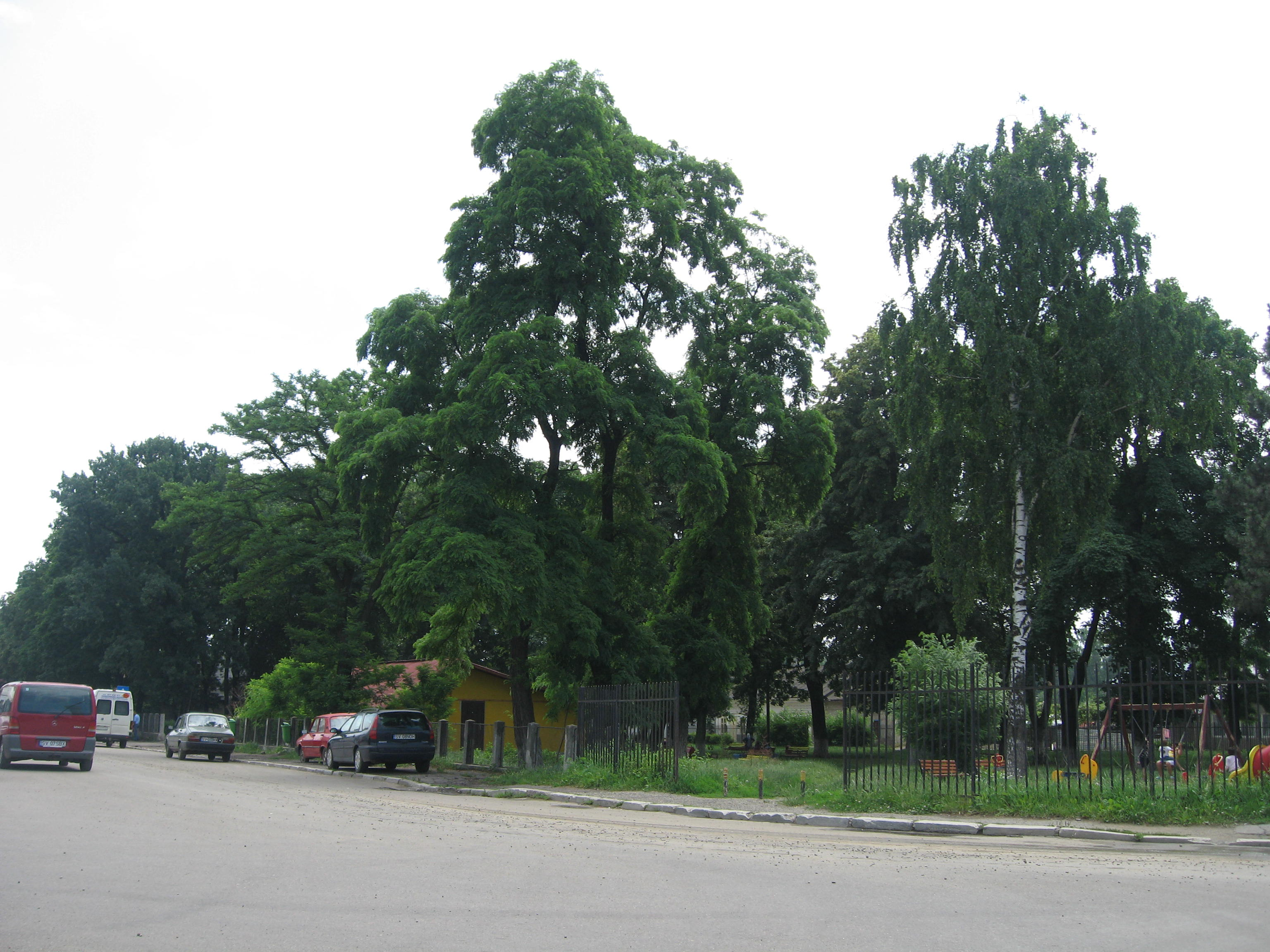
Parcul Gării Ițcani
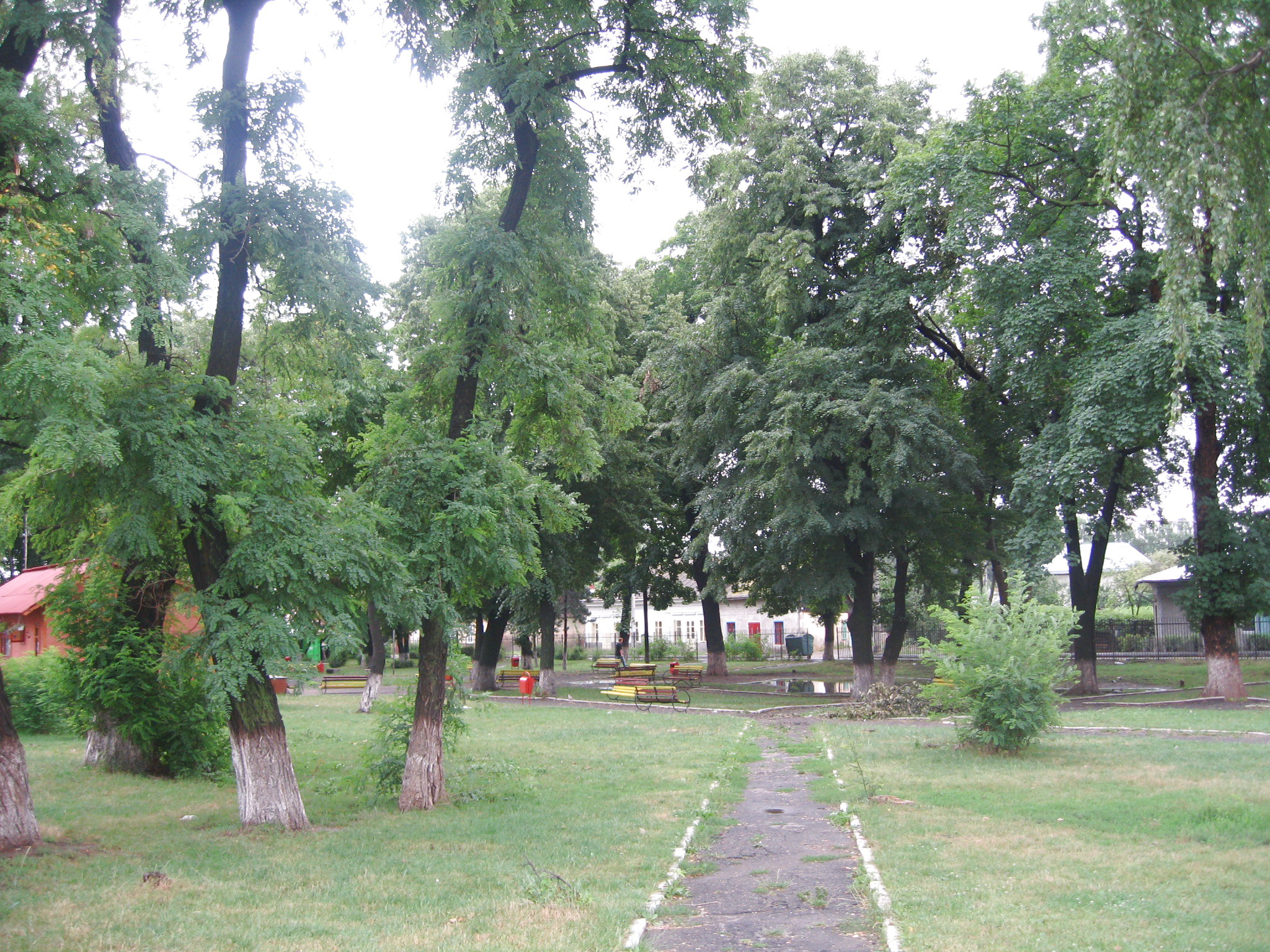
Parcul Gării Ițcani